# Юрцово (Сергиево-Посадский район)
Юрцово — деревня в Сергиево-Посадском районе Московской области России, входит в состав сельского поселения Селковское.

## Население
| 1835 | 1850 | 1857 | 1859 | 1895 | 1905 | 1926 | 2002 |
| ---- | ---- | ---- | ---- | ---- | ---- | ---- | ---- |
| 86   | ↗126 | ↘119 | ↘112 | ↗133 | ↗144 | ↘117 | ↘3   |
| 2006 | 2010 |      |      |      |      |      |      |
| ↗4   | ↗7   |      |      |      |      |      |      |

## География
Деревня Юрцово расположена на севере Московской области, в северной части Сергиево-Посадского района, примерно в 98 км к северу от Московской кольцевой автодороги и 48 км к северу от станции Сергиев Посад Ярославского направления Московской железной дороги.
В 2 км к западу от деревни проходит автодорога Р104, в 33 км юго-восточнее — Ярославское шоссе М8, в 36 км юго-западнее — Московское большое кольцо А108. Ближайшие населённые пункты — деревни Меркурьево, Снятинка и Шепелево.
Связана автобусным сообщением с городом Сергиевым Посадом и селом Нагорье Переславского района Ярославской области.

## История
В «Списке населённых мест» 1862 года — владельческая деревня 2-го стана Переяславского уезда Владимирской губернии по правую сторону Углицкого просёлочного тракта, от границы Александровского уезда к Калязинскому, в 46 верстах от уездного города и 32 верстах от становой квартиры, при пруде, с 14 дворами и 112 жителями (50 мужчин, 62 женщины).
По данным на 1895 год — деревня Федорцевской волости Переяславского уезда с 133 жителями (57 мужчин, 76 женщин). Основным промыслом населения являлось хлебопашество, 10 человек уезжали в качестве красильщиков или прислуги на отхожий промысел в Москву и Московскую губернию.
По материалам Всесоюзной переписи населения 1926 года — деревня Веригинского сельсовета Федорцевской волости Сергиевского уезда Московской губернии в 20 км от Угличско-Сергиевского шоссе и 55 км от станции Сергиево Северной железной дороги; проживало 117 человек (43 мужчины, 74 женщины), насчитывалось 25 хозяйств (24 крестьянских).
С 1929 года — населённый пункт Московской области в составе:
- Веригинского сельсовета Константиновского района (1929—1957)[14],
- Веригинского сельсовета Загорского района (1957—1963, 1965—1991)[15][16][17],
- Веригинского сельсовета Мытищинского укрупнённого сельского района (1963—1965)[17][18],
- Веригинского сельсовета Сергиево-Посадского района (1991—1994)[18],
- Веригинского сельского округа Сергиево-Посадского района (1994—2006)[19],
- сельского поселения Селковское Сергиево-Посадского района (2006 — н. в.)[20][21].